# James Jeans
Sir James Hopwood Jeans [džejms hopwud džíns] (11. září 1877 Ormskirk, Anglie – 16. září 1946 Dorking, Anglie) byl britský fyzik, astronom a matematik.

## Život
Jeans se narodil v anglickém Lancashire, studoval v Norwoodu a na Trinity College v Cambridge), kde pak také přednášel. V letech 1904-1910 byl profesorem aplikované matematiky na univerzitě v Princetonu, 1907 se oženil s americkou básnířkou Ch. Mittchel a od roku 1910 opět přednášel v Cambridge. Roku 1928 byl povýšen do šlechtického stavu, 1929 odešel do výslužby a pak psal populární knihy pro široké publikum, kde se snažil vyložit fyzikální obraz světa po objevu kvantové teorie. Tyto knihy byly velmi oblíbené a byly přeloženy do mnoha jazyků včetně češtiny.

## Dílo
Ve vědeckém světě si získal značnou autoritu knihami o dynamické teorii plynů (1904), teoretické mechanice (1906) a o matematické teorii elektřiny a magnetismu (1908). Přispěl významnými objevy k různým oblastem fyziky, například kvantové teorii, teorii radiace a teorii evoluce hvězd. Roku 1918 spolu s geofyzikem H. Jeffreysem navrhl alternativní „slapovou“ hypotézu o vzniku sluneční soustavy. Podle ní se ke Slunci kdysi přiblížila velká hvězda, která z něho svou přitažlivostí vytrhla sloupec plynné hmoty, který se pak rozpadl a z jeho částí vznikly planety. Tato hypotéza byla později opuštěna.
Spolu s A. Eddingtonem patří Jeans mezi zakladatele britské kosmologie, i když jejich teorie ustáleného Vesmíru byla později nahrazena teorií velkého třesku (Big Bang). Formuloval takzvanou Jeansovu délku, kritický poloměr mezihvězdného oblaku plynu, kdy může oblak kondensovat a vytvořit hvězdu. Podílel se na vzniku Rayleigh-Jeansova zákona, který určuje závislost hustoty energie v radiaci černého tělesa v závislosti na teplotě zdroje.

## Ocenění
Od roku 1906 byl Jeans členem Královské společnosti, roku 1919 dostal její medaili a roku 1922 zlatou medaili. Roku 1931 získal v USA Franklinovu medaili a pak řadu vyznamenání v Indii. Je po něm pojmenován kráter na Měsíci a na Marsu a planetka 2763.
| „                           | Obecně se mi zdá, že Vesmír se spíš podobá velké myšlence než velikému stroji. | “ |
| — Rozhovor pro The Observer |                                                                                |   |

## Spisy
Dostupné na Internet Archive:
- 1904. The Dynamical Theory of Gases
- 1906. Theoretical Mechanics
- 1908. Mathematical Theory of Electricity and Magnetism

Ostatní:
- 1929. The Universe Around Us (česky Vesmír kolem nás, Praha 1931)
- 1930. The Mysterious Universe (česky Tajemný Vesmír. Praha 1936)
- 1931. The Stars in Their Courses
- 1933. The New Background of Science (česky Nové základy přírodovědy. Praha 1937)
- 1934. Through Space and Time (česky Prostorem a časem. Praha 1948)
- 1937. Science and Music (česky Věda a hudba. Praha 1946)
- 1942. Physics and Philosophy